# Polleniopsis hokurikuensis
Polleniopsis hokurikuensis är en tvåvingeart som beskrevs av Hiromu Kurahashi 1964. Polleniopsis hokurikuensis ingår i släktet Polleniopsis och familjen spyflugor. Inga underarter finns listade i Catalogue of Life.